# 程忠顯
程忠顯（1469年—？），字良輔，直隸徽州府歙縣人，民籍，明朝政治人物。

## 生平
弘治五年（1492年）壬子科應天府鄉試第五十八名舉人。弘治六年（1493年）聯捷癸丑科會試第一百六十六名，三甲第四十六名進士。

## 家族
曾祖程子銘；祖父程文斌，義官；父程仕寬，義官。母方氏。具庆下。